# Автор на песен
Авторът на песен е човекът, който пише текста на песен или създава музиката (мелодията или музикалната композиция) към дадена песен, или и двете. Среща се и производното авторска песен – за песни, създадени от самите изпълнители.
Понякога се среща неправилната употреба на термина текстописец – отнасящ се само за автори на текстове на песни, когато с него се обозначава също и автор на музика за песен.

## История и същност
Авторите може сами да изпълняват песните, които създават, т.е. да бъдат певци-автори (singer-songwriter), или да създават текст/музика за други изпълнители и/или музиканти.
Те не са ново явление, а са представители на професия, чиито корени може да се открият векове назад, когато са създадени първите инструментални и впоследствие и вокални съпроводи. През Средновековието пример за автори на песни са трубадурите и немските минезингери.
Все по-популярна сред музикантите и музикалните формации е писането на музика от самите тях, без да наемат трети лица, които да работят за тях. Това позволява на все повече изпълнители и членове на групи да се изявяват и в това поприще и да създават композиции както за себе си, така и за други. Друга тенденция сред музикантите е освен да пишат сами песните си, също така и да свирят на всички нужни за дадена песен инструменти. Известни мултиинструменталисти са Майкъл Джексън, Боб Дилън, Брус Спрингстийн, Пол Маккартни, Трент Резнър и други. Мултиинструменталистите имат възможността както повече да експериментират с музиката и текстовете, които създават, също така и да ги нагаждат, след като вече са били създадени, а в някои случаи дори и пренаписани, за да подхождат на вече създаден един елемент на песента.
Китарата и пианото са сред най-предпочитаните инструменти, защото имат най-добри характеристики за създаването на мелодия. Няма наложени рамки с какви инструменти трябва да се работи и дали изобщо са задължителни за създаването на текста на дадена песен, но в общи линии авторите са развили собствени правила за действане, които да отговарят на наложените музикални стандарти. Поради липсата на установени професионални норми сред тях няма конкретни изисквания за образование и предварителна подготовка, за да може човек да се занимава с писането на текстове или композирането на мелодии.
Много автори, освен че създават сами музиката си, и се самопродуцират, но това в никакъв случай не е правило, защото множество изпълнители и групи работят с цели екипи, които им помагат при създаването на песен или дори цял албум.
Всичко, създадено от автор на песен, е защитено от законодателството за авторските права, действащо в дадена държава, и трябва да отговаря на изискванията на този закон. Създателите на песента имат правото да я продадат, прехвърлят на друг или отдадат за временно ползване, както е посочено в закона, регулиращ интелектуалната собственост. Всяка песен може да бъде свободно използвана от друг, само ако третото лице не нанесе никакви промени в мелодията или текста и посочи кой е действителният създател/изпълнител на песента. При всяка промяна, била тя и минимална, се изисква изричното разрешение на оригиналния творец.
В съвременната музика, освен певци, автори на песни, има и такива, които се занимават активно и с продуциране/самопродуциране и тогава най-често се наричат продуцент автор на песен (producer-songwriter).
Понастоящем с разпространението на жанрове като рап, в които преобладава декламацията на текста с повече или по-малко ритъм, но практически без музика, текстописецът надделява.